# Lion Capital LLP
Lion Capital LLP es una firma británica de capital privado especializada en inversiones en el sector de consumo. Las marcas de consumo anteriores y actuales propiedad de Lion incluyen Weetabix, Jimmy Choo, wagamama, Kettle Foods y AllSaints.
La firma tiene su sede en Londres, Inglaterra, y emplea a 30 ejecutivos de inversión en sus oficinas de Londres y Los Ángeles.
Los directores de la empresa han invertido aproximadamente 6.000 millones de euros en más de 30 negocios y más de 100 marcas de consumo.

## Historia
El predecesor de la firma se lanzó en 1998 como la filial europea de la firma estadounidense de capital privado Hicks Muse Tate & Furst (ahora HM Capital). Lyndon Lea y Robert Darwent separaron a la filial europea de su perjudicada matriz estadounidense, lanzando Lion Capital como una firma de capital privado independiente. Lion Capital fue fundada en 2004 por Lyndon Lea, Robert Darwent y Neil Richardson con el objetivo de crear la empresa de inversión líder centrada en el sector del consumidor. En 2004, Lion Capital completó la recaudación de fondos para su primer fondo de capital privado, Lion Capital Fund I, con compromisos de inversores institucionales de 820 millones de euros. Más de treinta instituciones comprometieron capital con Fund I.
En abril de 2007, Lion Capital estableció una presencia en Norteamérica, abriendo una oficina en Nueva York. Ese mismo año, Lion Capital levantó su segundo fondo de capital privado, Lion Capital Fund II, con aproximadamente 2000 millones de euros de compromisos de inversión. En 2010, Lion Capital formó su tercer fondo de capital privado, Lion Capital Fund III, que finalmente incluyó compromisos de capital de 1.500 millones de euros.
En octubre de 2012, la oficina de América del Norte se trasladó de Nueva York a Los Ángeles. En mayo de 2016 se anunció que Javier Ferrán sustituiría a Franz Humer como presidente de Diageo a partir del 1 de enero de 2017. En noviembre de 2018, Lion Capital y Serruya Private Equity se unieron para adquirir el Global Franchise Group (Great American Cookies, Round Table Pizza, Marble Slab Creamery, Pretzelmaker, MaggieMoo's Ice Cream and Treatery y Hot Dog on a Stick) de Levine Leichtman Capital Partners. En febrero de 2019, Lion Capital adquirió DMC Group (fabricantes de artesanías DMC, Wool and the Gang, Sirdar, Tilsatec) de BlueGem Capital. Durante el verano de 2019, Lion Capital redujo su participación en Authentic Brands Group para dar cabida al accionariado mayoritario de BlackRock.

## Actividades
Lion Capital busca invertir en empresas medianas y grandes que venden productos de marca, lo que incluye ropa, accesorios y artículos de lujo, distribución de alimentos y venta minorista especializada. Los directores de Lion Capital se han resistido a la diversificación hacia otros sectores, alegando que su estrategia es saber más sobre menos.
El equipo de Lion Capital se basa en su experiencia operativa y de inversión para identificar marcas de consumo con potencial de crecimiento e implementar estrategias de creación de valor dentro de estas empresas, a menudo a través de la expansión geográfica, extensión de categorías, innovación de productos o mejoras operativas. Lion Capital se centra en empresas de Europa y América del Norte.
El 26 de junio de 2019, Chloe Sorvino, reportera de la revista Forbes, informó que Lion Capital invertirá 100 millones de dólares en Gordon Ramsay Holdings Limited, para abrir 100 restaurantes en los Estados Unidos para el año 2024.
La cartera de Lion Capital incluye algunas de las marcas de consumo más conocidas del mundo:
| Marca                                   | Año de adquisición (o año de inversión) | Socio                                     | Precio de la adquisición (o cantidad de la inversión) | Año de la venta | Precio de la venta                                 |
| --------------------------------------- | --------------------------------------- | ----------------------------------------- | ----------------------------------------------------- | --------------- | -------------------------------------------------- |
| Weetabix Limited                        | 2004                                    |                                           | 640 millones de libras                                | 2012            | 720 millones de libras (60% vendido a Bright Food) |
| Jimmy Choo Ltd                          | 2004                                    |                                           | 100 millones de libras                                | 2007            | 225 millones de libras                             |
| Materne (Materne, Confipote, Pom’Potes) | 2004                                    |                                           |                                                       | 2006            |                                                    |
| Wagamama                                | 2005                                    |                                           | 102 millones de libras                                | 2011            | 215 millones de libras                             |
| Orangina-Schweppes                      | 2006                                    | The Blackstone Group                      |                                                       | 2009            | 2,6 miles de millones de euros                     |
| Kettle Foods                            | 2006                                    |                                           | 270 millones de dólares                               | 2010            | 615 millones de dólares                            |
| HEMA (store)                            | 2007                                    |                                           | 1,3 miles de millones de euros (estimación)           | 2018            | (no revelado)                                      |
| FoodVest (Findus and Young's Seafood)   | 2008                                    |                                           | 1,1 miles de millones de libras                       |                 |                                                    |
| AS Adventure Group                      | 2008                                    |                                           | 263 millones de euros                                 |                 |                                                    |
| Russkiy Alkogol                         | 2008                                    | Central European Distribution Corporation |                                                       |                 |                                                    |
| American Apparel                        | 2009                                    |                                           | 80 millones de dólares (inversión)                    |                 |                                                    |
| Bumble Bee Foods                        | 2010                                    |                                           | 980 millones de dólares                               |                 |                                                    |
| Picard Surgelés                         | 2010                                    |                                           | 1,5 miles de millones de euros                        |                 |                                                    |
| AllSaints                               | 2011                                    |                                           |                                                       |                 |                                                    |
| Alain Afflelou                          | 2012                                    |                                           | 740 millones de euros                                 |                 |                                                    |
| John Varvatos                           | 2012                                    |                                           |                                                       |                 |                                                    |
| Good Hair Day (GHD)                     | 2013                                    |                                           | 300 millones de libras                                | 2016            | 420 millones de libras                             |
| Pittarosso                              | 2014                                    |                                           | 295 millones de libras                                |                 |                                                    |
| Spence Diamonds                         | 2015                                    |                                           |                                                       |                 |                                                    |
| Loungers                                | 2016                                    |                                           | 137 millones de libras                                |                 |                                                    |
| Great American Cookies                  | 2018                                    | Serruya Private Equity                    |                                                       |                 |                                                    |
| Round Table Pizza                       | 2018                                    | Serruya Private Equity                    |                                                       |                 |                                                    |
| Marble Slab Creamery                    | 2018                                    | Serruya Private Equity                    |                                                       |                 |                                                    |
| Pretzelmaker                            | 2018                                    | Serruya Private Equity                    |                                                       |                 |                                                    |
| MaggieMoo's Ice Cream and Treatery      | 2018                                    | Serruya Private Equity                    |                                                       |                 |                                                    |
| Hot Dog on a Stick                      | 2018                                    | Serruya Private Equity                    |                                                       |                 |                                                    |